# WTA Rom
Das WTA Rom (offiziell: Internazionali BNL d’Italia) ist eines der traditionsreichsten Tennisturniere der WTA Tour, das in der italienischen Hauptstadt Rom ausgetragen wird. Seit 2009 gehört das Turnier zur Kategorie Premier 5. BNL steht für den Sponsor Banca Nazionale del Lavoro, einer italienischen Bank, heute ein Tochterunternehmen der BNP Paribas. Zur Geschichte siehe Rom Masters.
Die altehrwürdige Anlage des Foro Italico in Rom soll nach der Auflage 2026, die vom 12. bis 24. Mai 2026 stattfinden soll, für 60 Millionen Euro renoviert werden, der Center Court soll um 2000 Plätze erweitert werden und ein fahrbares Dach erhalten.

## Siegerliste

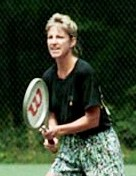
Chris Evert, fünffache Siegerin der WTA Rom

### Einzel
| Jahr                              | Siegerin                    | Finalgegnerin           | Ergebnis         |
| --------------------------------- | --------------------------- | ----------------------- | ---------------- |
| 1930                              | Lilí Álvarez                | Lucia Valerio           | 3:6, 8:6, 6:0    |
| 1931                              | Lucia Valerio               | Dorothy Andrus Burke    | 2:6, 6:2, 6:2    |
| 1932                              | Ida Adamoff                 | Lucia Valerio           | 6:4, 7:5         |
| 1933                              | Elizabeth Ryan              | Ida Adamoff             | 6:1, 6:1         |
| 1934                              | Helen Jacobs                | Lucia Valerio           | 6:3, 6:0         |
| 1935                              | Hilde Krahwinkel Sperling   | Lucia Valerio           | 6:4, 6:1         |
| 1936–49 keine Veranstaltung       |                             |                         |                  |
| 1950                              | Annelies Ullstein-Bossi     | Joan Curry              | 6:4, 6:4         |
| 1951                              | Doris Hart                  | Shirley Fry             | 6:3, 8:6         |
| 1952                              | Sue Partridge               | Pat Harrison            | 6:3, 7:5         |
| 1953                              | Doris Hart                  | Maureen Connolly        | 4:6, 9:7, 6:3    |
| 1954                              | Maureen Connolly            | Patricia Ward Hales     | 6:3, 6:0         |
| 1955                              | Patricia Ward Hales         | Erika Vollmer           | 6:4, 6:3         |
| 1956                              | Althea Gibson               | Zsuzsa Körmöczy         | 6:3, 7:5         |
| 1957                              | Shirley Bloomer             | Dorothy Head Knode      | 1:6, 9:7, 6:2    |
| 1958                              | Maria Bueno                 | Lorraine Coghlan        | 3:6, 6:3, 6:3    |
| 1959                              | Christine Truman Janes      | Sandra Reynolds Price   | 6:0, 6:1         |
| 1960                              | Zsuzsi Kormöczy             | Ann Haydon              | 6:4, 4:6, 6:1    |
| 1961                              | Maria Bueno                 | Lesley Turner           | 6:4, 6:4         |
| 1962                              | Margaret Smith              | Maria Bueno             | 8:6, 5:7, 6:4    |
| 1963                              | Margaret Smith              | Lesley Turner           | 6:3, 6:4         |
| 1964                              | Margaret Smith              | Lesley Turner           | 6:1, 6:1         |
| 1965                              | Maria Bueno                 | Nancy Richey            | 6:1, 1:6, 6:3    |
| 1966                              | Ann Haydon-Jones            | Annette van Zyl         | 8:6, 6:1         |
| 1967                              | Lesley Turner               | Maria Bueno             | 6:3, 6:3         |
| 1968                              | Lesley Bowrey               | Margaret Court          | 2:6, 6:2, 6:3    |
| 1969                              | Julie Heldman               | Kerry Melville          | 7:5, 6:3         |
| 1970                              | Billie Jean King            | Julie Heldman           | 6:1, 6:3         |
| 1971                              | Virginia Wade               | Helga Masthoff          | 6:4, 6:4         |
| 1972                              | Linda Tuero                 | Olga Morosowa           | 6:4, 6:3         |
| 1973                              | Evonne Goolagong            | Chris Evert             | 7:6, 6:0         |
| 1974                              | Chris Evert                 | Martina Navrátilová     | 6:3, 6:3         |
| 1975                              | Chris Evert                 | Martina Navrátilová     | 6:1, 6:0         |
| 1976                              | Mima Jaušovec               | Lesley Hunt             | 6:1, 6:3         |
| 1977                              | Janet Newberry Wright       | Renáta Tomanová         | 6:3, 7:6         |
| 1978                              | Regina Maršíková            | Virginia Ruzici         | 7:5, 7:5         |
| 1979                              | Tracy Austin                | Sylvia Hanika           | 6:4, 1:6, 6:3    |
| 1980–1984: siehe WTA Perugia      |                             |                         |                  |
| 1985: siehe WTA Tarent            |                             |                         |                  |
| 1986 fand das Turnier nicht statt |                             |                         |                  |
| 1987                              | Steffi Graf                 | Gabriela Sabatini       | 7:5, 4:6, 6:0    |
| ↓ Kategorie: Tier IV ↓            |                             |                         |                  |
| 1988                              | Gabriela Sabatini           | Helen Kelesi            | 6:1, 6:74, 6:1   |
| ↓ Kategorie: Tier II ↓            |                             |                         |                  |
| 1989                              | Gabriela Sabatini           | Arantxa Sánchez Vicario | 6:2, 5:7, 6:4    |
| ↓ Kategorie: Tier I ↓             |                             |                         |                  |
| 1990                              | Monica Seles                | Martina Navratilova     | 6:1, 6:1         |
| 1991                              | Gabriela Sabatini           | Monica Seles            | 6:3, 6:2         |
| 1992                              | Gabriela Sabatini           | Monica Seles            | 7:5, 6:4         |
| 1993                              | Conchita Martínez           | Gabriela Sabatini       | 7:5, 6:1         |
| 1994                              | Conchita Martínez           | Martina Navratilova     | 7:65, 6:4        |
| 1995                              | Conchita Martínez           | Arantxa Sánchez Vicario | 6:3, 6:1         |
| 1996                              | Conchita Martínez           | Martina Hingis          | 6:2, 6:3         |
| 1997                              | Mary Pierce                 | Conchita Martínez       | 6:4, 6:0         |
| 1998                              | Martina Hingis              | Venus Williams          | 6:3, 2:6, 6:3    |
| 1999                              | Venus Williams              | Mary Pierce             | 6:4, 6:2         |
| 2000                              | Monica Seles                | Amélie Mauresmo         | 6:2, 7:64        |
| 2001                              | Jelena Dokić                | Amélie Mauresmo         | 7:63, 6:1        |
| 2002                              | Serena Williams             | Justine Henin           | 7:66, 6:4        |
| 2003                              | Kim Clijsters               | Amélie Mauresmo         | 3:6, 7:63, 6:0   |
| 2004                              | Amélie Mauresmo             | Jennifer Capriati       | 3:6, 6:3, 7:66   |
| 2005                              | Amélie Mauresmo             | Patty Schnyder          | 2:6, 6:3, 6:4    |
| 2006                              | Martina Hingis              | Dinara Safina           | 6:2, 7:5         |
| 2007                              | Jelena Janković             | Swetlana Kusnezowa      | 7:5, 6:1         |
| 2008                              | Jelena Janković             | Alizé Cornet            | 6:2, 6:2         |
| ↓ Kategorie: Premier 5 ↓          |                             |                         |                  |
| 2009                              | Dinara Safina               | Swetlana Kusnezowa      | 6:3, 6:2         |
| 2010                              | María José Martínez Sánchez | Jelena Janković         | 7:65, 7:5        |
| 2011                              | Marija Scharapowa           | Samantha Stosur         | 6:2, 6:4         |
| 2012                              | Marija Scharapowa           | Na Li                   | 4:6, 6:4, 7:65   |
| 2013                              | Serena Williams             | Wiktoryja Asaranka      | 6:1, 6:3         |
| 2014                              | Serena Williams             | Sara Errani             | 6:3, 6:0         |
| 2015                              | Marija Scharapowa           | Carla Suárez Navarro    | 4:6, 7:5, 6:1    |
| 2016                              | Serena Williams             | Madison Keys            | 7:65, 6:3        |
| 2017                              | Elina Switolina             | Simona Halep            | 4:6, 7:5, 6:1    |
| 2018                              | Elina Switolina             | Simona Halep            | 6:0, 6:4         |
| 2019                              | Karolína Plíšková           | Johanna Konta           | 6:3, 6:4         |
| 2020                              | Simona Halep                | Karolína Plíšková       | 6:0, 2:1 Aufgabe |
| ↓ Kategorie: 1000 ↓               |                             |                         |                  |
| 2021                              | Iga Świątek                 | Karolína Plíšková       | 6:0, 6:0         |
| 2022                              | Iga Świątek                 | Ons Jabeur              | 6:2, 6:2         |
| 2023                              | Jelena Rybakina             | Anhelina Kalinina       | 6:4, 1:0 Aufgabe |
| 2024                              | Iga Świątek                 | Aryna Sabalenka         | 6:2, 6:3         |
| 2025                              | Jasmine Paolini             | Coco Gauff              | 6:4, 6:2         |

### Doppel
| Jahr                     | Siegerinnen                                       | Finalgegnerinnen                                   | Ergebnis          |
| ------------------------ | ------------------------------------------------- | -------------------------------------------------- | ----------------- |
| 1987                     | Martina Navratilova Gabriela Sabatini             | Claudia Kohde-Kilsch Helena Suková                 | 6:4, 6:1          |
| ↓ Kategorie: Tier IV ↓   |                                                   |                                                    |                   |
| 1988                     | Jana Novotná Catherine Suire                      | Jenny Byrne Janine Thompson                        | 6:3, 4:6, 7:5     |
| ↓ Kategorie: Tier II ↓   |                                                   |                                                    |                   |
| 1989                     | Elizabeth Smylie Janine Thompson                  | Manon Bollegraf Mercedes Paz                       | 6:4, 6:3          |
| ↓ Kategorie: Tier I ↓    |                                                   |                                                    |                   |
| 1990                     | Helen Kelesi Monica Seles                         | Laura Garrone Laura Golarsa                        | 6:3, 6:4          |
| 1991                     | Jennifer Capriati Monica Seles                    | Nicole Provis Elna Reinach                         | 7:5, 6:2          |
| 1992                     | Monica Seles Helena Suková                        | Katerina Maleewa Barbara Rittner                   | 6:1, 6:2          |
| 1993                     | Jana Novotná Arantxa Sánchez Vicario              | Mary Joe Fernández Zina Garrison-Jackson           | 6:4, 6:2          |
| 1994                     | Mary Joe Fernández Natallja Swerawa               | Gabriela Sabatini Brenda Schultz                   | 6:1, 6:3          |
| 1995                     | Mary Joe Fernández Natallja Swerawa               | Conchita Martínez Patricia Tarabini                | 4:6, 7:63, 6:4    |
| 1996                     | Arantxa Sánchez Vicario Irina Spîrlea             | Gigi Fernández Martina Hingis                      | 6:4, 3:6, 6:3     |
| 1997                     | Nicole Arendt Manon Bollegraf                     | Conchita Martínez Patricia Tarabini                | 6:2, 6:4          |
| 1998                     | Virginia Ruano Pascual Paola Suárez               | Amanda Coetzer Arantxa Sánchez-Vicario             | 7:61, 6:4         |
| 1999                     | Martina Hingis Anna Kurnikowa                     | Alexandra Fusai Nathalie Tauziat                   | 6:2, 6:2          |
| 2000                     | Lisa Raymond Rennae Stubbs                        | Arantxa Sánchez-Vicario Magüi Serna                | 6:3, 4:6, 6:2     |
| 2001                     | Cara Black Jelena Lichowzewa                      | Paola Suárez Patricia Tarabini                     | 6:1, 6:1          |
| 2002                     | Virginia Ruano Pascual Paola Suárez               | Conchita Martínez Patricia Tarabini                | 6:3, 6:4          |
| 2003                     | Swetlana Kusnezowa Martina Navratilova            | Jelena Dokić Nadja Petrowa                         | 6:4, 5:7, 6:2     |
| 2004                     | Nadja Petrowa Meghann Shaughnessy                 | Virginia Ruano Pascual Paola Suárez                | 2:6, 6:3, 6:3     |
| 2005                     | Cara Black Liezel Huber                           | Marija Kirilenko Anabel Medina Garrigues           | 6:0, 4:6, 6:1     |
| 2006                     | Daniela Hantuchová Ai Sugiyama                    | Květa Peschke Francesca Schiavone                  | 3:6, 6:3, 6:1     |
| 2007                     | Nathalie Dechy Mara Santangelo                    | Tathiana Garbin Roberta Vinci                      | 6:4, 6:1          |
| 2008                     | Chan Yung-jan Chuang Chia-jung                    | Iveta Benešová Janette Husárová                    | 7:65, 6:3         |
| ↓ Kategorie: Premier 5 ↓ |                                                   |                                                    |                   |
| 2009                     | Su-Wei Hsieh Shuai Peng                           | Daniela Hantuchová Ai Sugiyama                     | 7:5, 7:65         |
| 2010                     | Gisela Dulko Flavia Pennetta                      | Nuria Llagostera Vives María José Martínez Sánchez | 6:4, 6:2          |
| 2011                     | Peng Shuai Zheng Jie                              | Vania King Jaroslawa Schwedowa                     | 6:2, 6:3          |
| 2012                     | Sara Errani Roberta Vinci                         | Jekaterina Makarowa Jelena Wesnina                 | 6:2, 7:5          |
| 2013                     | Hsieh Su-wei Peng Shuai                           | Sara Errani Roberta Vinci                          | 4:6, 6:3, [10:8]  |
| 2014                     | Květa Peschke Katarina Srebotnik                  | Sara Errani Roberta Vinci                          | 4:0 Aufgabe       |
| 2015                     | Tímea Babos Kristina Mladenovic                   | Martina Hingis Sania Mirza                         | 6:4, 6:3          |
| 2016                     | Martina Hingis Sania Mirza                        | Jekaterina Makarowa Jelena Wesnina                 | 6:1, 6:75, [10:3] |
| 2017                     | Chan Yung-jan Martina Hingis                      | Jekaterina Makarowa Jelena Wesnina                 | 7:5, 7:64         |
| 2018                     | Ashleigh Barty Demi Schuurs                       | Andrea Sestini Hlaváčková Barbora Strýcová         | 6:3, 6:4          |
| 2019                     | Wiktoryja Asaranka Ashleigh Barty                 | Anna-Lena Grönefeld Demi Schuurs                   | 4:6, 6:0, [10:3]  |
| 2020                     | Hsieh Su-wei Barbora Strýcová                     | Anna-Lena Friedsam Raluca Olaru                    | 6:2, 6:2          |
| ↓ Kategorie: 1000 ↓      |                                                   |                                                    |                   |
| 2021                     | Sharon Fichman Giuliana Olmos                     | Kristina Mladenovic Markéta Vondroušová            | 4:6, 7:5, [10:5]  |
| 2022                     | Weronika Kudermetowa Anastassija Pawljutschenkowa | Gabriela Dabrowski Giuliana Olmos                  | 1:6, 6:4, [10:7]  |
| 2023                     | Storm Hunter Elise Mertens                        | Coco Gauff Jessica Pegula                          | 6:4, 6:4          |
| 2024                     | Sara Errani Jasmine Paolini                       | Coco Gauff Erin Routliffe                          | 6:3, 4:6, [10:8]  |
| 2025                     | Sara Errani Jasmine Paolini                       | Weronika Kudermetowa Elise Mertens                 | 6:4, 7:5          |

## Auszeichnungen
In den Jahren 2016 und 2017 wurde das Turnier von den Spielerinnen zum beliebtesten Turnier der Kategorie Premier 5 auf der WTA Tour gewählt.